# Microvoluta garrardi
Microvoluta garrardi is een slakkensoort uit de familie van de Volutomitridae. De wetenschappelijke naam van de soort is voor het eerst geldig gepubliceerd in 1975 door Cernohorsky.